# Rollershop Valkenswaard Dennenberg
Il Rollershop Valkenswaard Dennenberg è un club di hockey su pista avente sede a Valkenswaard nei Paesi Bassi.

## Palmarès

### Titoli nazionali
- Campionato olandese: 8

1980, 1982, 1986, 1987, 1988, 1989, 1990, 1991